# 三重県企業庁
三重県企業庁（みえけんきぎょうちょう）は、三重県の地方公営企業である。三重県において、水道事業、工業用水道事業、電気事業を行っている。

## 事業

### 水道用水供給事業
- 北中勢水道 - 津市、四日市市、松阪市、桑名市、鈴鹿市、亀山市、桑名郡、三重郡
- 南勢志摩水道 - 伊勢市、松阪市、鳥羽市、志摩市、多気郡、度会郡玉城町、度会町

### 工業用水道事業
- 北伊勢工業用水道
- 松阪工業用水道
- 中伊勢工業用水道
- 鈴鹿工業用水道
- 多度工業用水道

### 電気事業
電気事業法に基づき、中部電力株式会社と卸供給契約を締結している（卸供給は、電気事業法上は非電気事業であるが、地方公営企業法上では電気事業である）。

#### 水力発電事業
かつて三重県企業庁が手がけていた水力発電事業は、2015年（平成27年）4月1日をもって、下記すべての発電所が中部電力株式会社へ譲渡され、事業を終了した。
- 長発電所
- 宮川第一発電所
- 宮川第二発電所
- 宮川第三発電所
- 三瀬谷発電所
- 青蓮寺発電所
- 大和谷発電所
- 蓮発電所
- 青田発電所
- 比奈知発電所

#### RDF焼却・発電事業
- 三重ごみ固形燃料発電所（桑名市） - 廃棄物固形燃料（RDF）を使用し再生可能エネルギー固定価格買い取り制度により売電を行っていたが、2019年（令和元年）9月17日に稼働を終えた[4][5]。